# Железная дорога Йиндржихув-Градец — Нова-Бистршице
Железнодорожная линия Йиндржихув-Градец — Нова-Бистршице (на современных пассажирских расписаниях помечена как линия 229) является региональной железнодорожной линией узкой колеи длиной 33,0 км, расположенной в Южной Чехии. Узкая колея 760 мм (Боснийская колея) и живописная природа Чешской Канады, через которую проложен путь, делает её популярным туристическим аттракционом. Движение по трассе было открыто в 1897 году. Её владельцем поначалу было акционерное общество Localbahn Neuhaus — Neubistritz , но перевозки обеспечивали австрийские железные дороги kkStB, а с 1918 года чехосоловацкие государственные железные дороги — (Československé státní dráhy — ČSD). В 1925 году линия была национализирована. С 1998 года владельцем дороги стал cz:Provozovatel dráhy cz:Jindřichohradecké místní dráhy.

## История

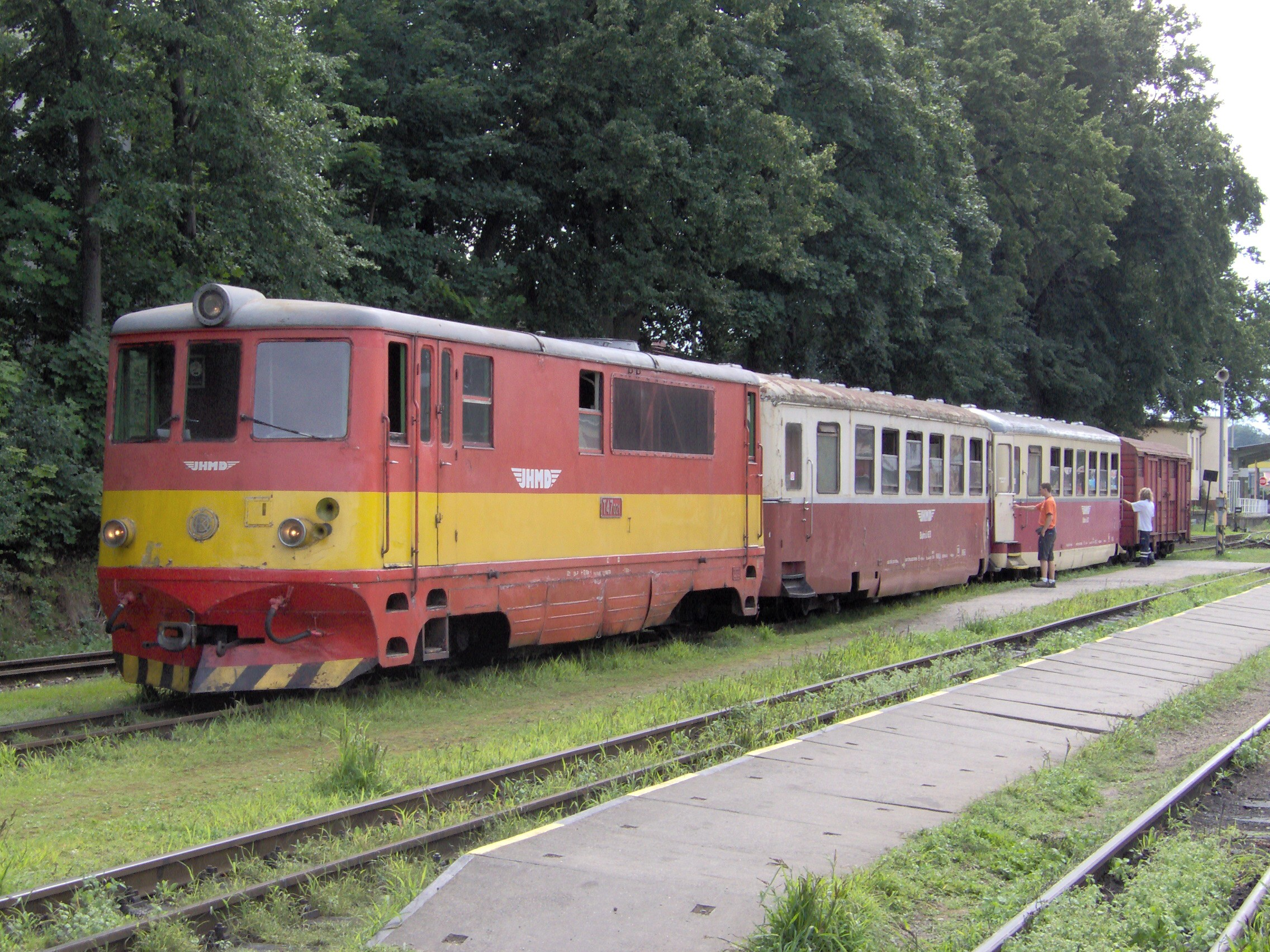
Поезд с локомотивом T 47.021 в ожидании отправления на Нова-Бистршице на йинджихувградецкой станции JHMD

После ввода в эксплуатацию железнодорожной линии между Весели-над-Лужници и Йиглавой до Йиндржихув-Градеца в 1887 собрался городской совет Нова-Бистршице, с целью получения поддержки местных предпринимателей в вопросе строительства местной железной дороги, для связи с Йиндржихув-Градецом, причём сразу рассматривался вопрос строительства железной дороги узкой колеи. 18 декабря 1894 года новобистрицким местным самоуправлением была получена от Франца Иосифа I концессия на строительство акционерным обществом Localbahn Neuhaus — Neubistritz (местная чешская железная дорога Йиндржихув-Градец — Нова-Бистршице).

Строительство линии началось летом 1896 года венской фирмой Leitner & Fröhlich.
В конце августа — сентября 1897 года с паровозостроительного завода Krauss & Линц были доставлены три паровоза U (обозначение kkStB позднее Серия U 37,0 ČSD).
С сентября того же года постепенно появились в Йиндржихув-Градеце пассажирские и грузовые вагоны (изготовитель — вагонзавод в Граце).
Общие затраты на строительство и подвижной состав составили 2 394 000 крон, из которых 83 % были покрыты государственной ссудой (которое также гарантировало её возврат) и в качестве поддержки — выкуп Чехией акций на сумму 270 000 крон, поэтому на затраты местных подрядчиков должны были приходиться только 136 000 крон.
Церемония открытия состоялась 31 Октября 1897 года, а регулярная эксплуатация была начата 1 ноября того же года.
kkStB обеспечивала перевозку от имени владельца — компании Localbahn Neuhaus — Neubistritz; здесь ежедневно обращалось две пары грузопассажирских поездов.
В 1900 году была запущена железнодорожная линия Гмюнд — Альт Нагельберг — Литшау / Хейденрайхштейн с такой же колеёй 760 мм, которая была завершена в Личау, приблизительно в 15 км к югу от Нова-Бистршице.
С 1902 года планировалось соединение этих двух линий, однако в итоге оно так никогда и не было осуществлено
Соединительная линия должна была идти к востоку в обход Личау, далее вдоль реки Каштенитцен Бах (продолжение в Чехию трассы Драчице — Грисбах, где она и должна была войти на чешскую территорию.
Возле Драчице, огибая пруды по дуге, путь должен был выводить к существующей станции Нова Бистршица, к которой предполагалось пристыковать 400 м пути на насыпи высотой 5.5 м высотой с автодорожным подъездом.

В 1906 году начата эксплуатация узкоколейки Йиндржихув-Градец — Обратань.
После провозглашения независимой Чехословакии осенью 1918 года линия перешла к чехословацким железным дорогам — (Československé státní dráhy — ČSD) ((линия № 89c)).
В частной акционерной собственности линия оставалась до 1925 года, когда была в соответствии с законом 156/1925 Sb национализирована и акционеры также в соответствии с настоящим Законом должны были проголосовать на общем собрании в пользу ликвидации компании
Во время Первой республики в связи с ростом, в основном грузовых, перевозок под них были приобретены новые транспортёры, а ввиду увеличения пассажиропотока — числа пассажиров — с 1929 года на узкоколейку вышли первые два мотовоза серии M 11.0 , которые сделали перевозку дешевле и сократили время в пути. В 1930 году была построена новая остановка — Капроун.
После того, как пограничный район осенью 1938 года от Нова-Бистршице кроме участка Йиндржихув — Йинджиш оказался на территориинацистской Германии, эксплуатацию линии стали обеспечивать Германские имперские железные дороги (Deutsche Reichsbahn); линия получила номер 461k. В 1944 году на ней были запущены ежедневно три пары поездов .
После освобождения Чехословакии, в связи с относительно высокой плотностью населения и экономически бурно развивающейся промышленностью района, произошло увеличение объёмов движения до пяти пар пассажирских поездов в день. Изгнание немецких жителей и начало правления коммунистов в 1948 году полностью изменило эту тенденцию, и уже в 1949 году (по этой линии — № 23p) ездило только две пары грузо-пассажирских поездов в день.
С 14 мая 1950 года пассажирское сообщение было полностью прекращено.
Грузовые перевозки по-прежнему сохранялись. Так, в 1949 году был фактически составлен поезд 1100 м длиной к текстильным фабрикам JITKA — Йиндржихув-Градец.
А летом 1957 года было восстановлено и пассажирское сообщение в качестве пионерской железной дороги. Однако спрос на пассажирские перевозки оказался настолько велик, что уже с 29 сентября того же года там начали работать регулярные поезда числом четыре пары в день. В период между 1954 и 1958 годами на линию были поставлены современные тепловозы T 47.0 , которые в течение нескольких лет полностью заменили паровозы и железнодорожные вагоны, и остались работать на дороге и поныне.
Объём пассажирских перевозок, однако, снова начал падать. В 1971 году в ходу были только две пары грузо-пассажирских поездов в день. Это снижение можно объяснить ростом количества автомобилей и развитием автобусных перевозок, а также расположением конечных участков пути в приграничных районах, где власти ЧССР стремились всячески ограничить число людей. С 1981 года грузо-пассажирские поезда назначались только на летний сезон, в ходу был только один поезд — в субботу утром, а второй — в воскресенье днем.
Примерно с 1986 года линия стала обозначаться номером 206.
Перемены пришли после бархатной революции в 1989 году, когда начал расти местный туризм; и, таким образом, в летний сезон стала отправляться новая дополнительная пара чисто пассажирских поездов. С октября по апрель, когда пассажиропоток был минимальным, только одна пара поездов — в субботу и воскресенье

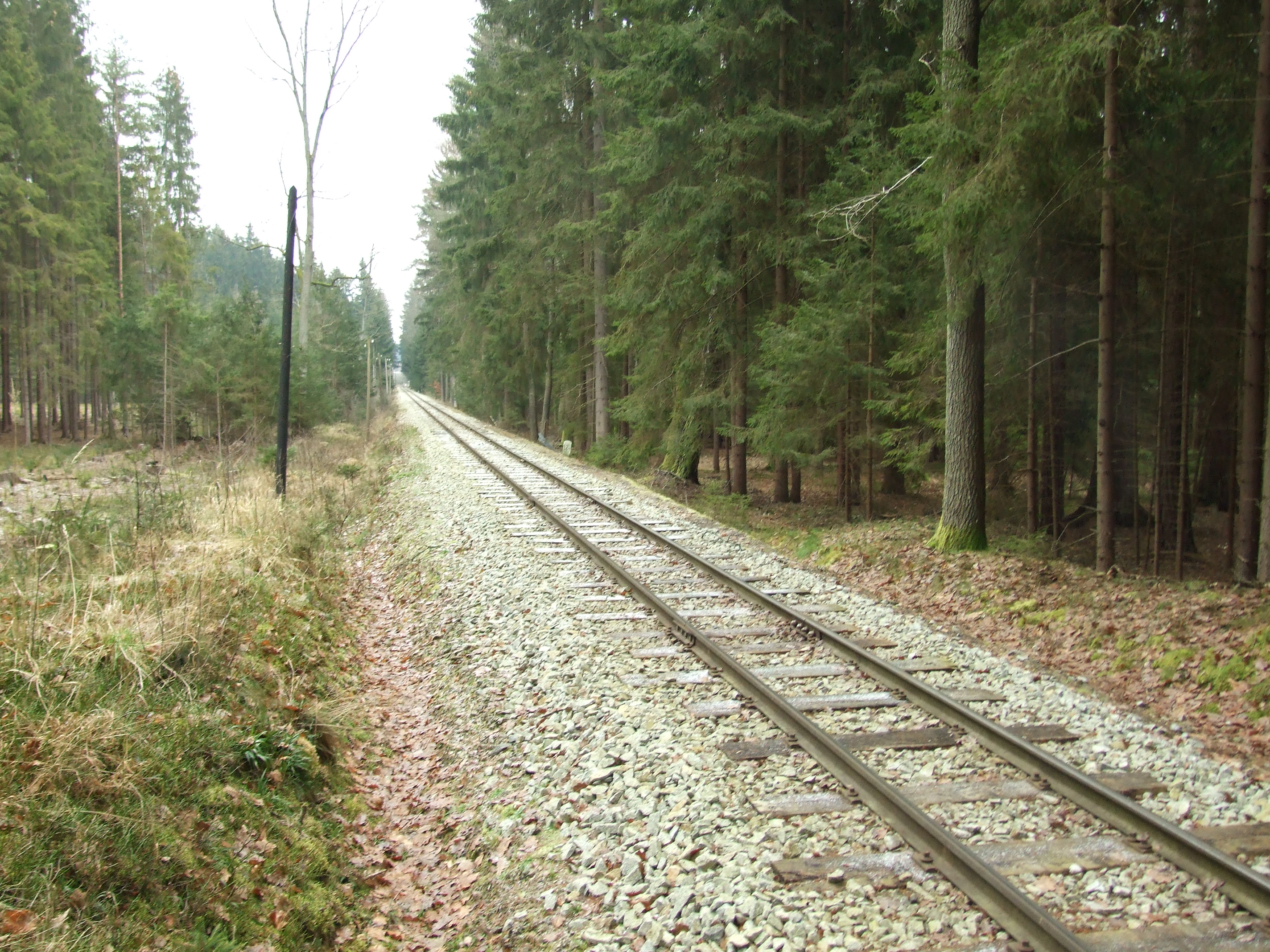
Блажеёв, На Пустем, путь на Нова-Бистршице

В 1992 году были пущены первые сохранённые исторические поезда, ведомые паровозом U 47.001 А год спустя в Йиндржихув-Градце был основан клуб друзей йинджихувградецких узкоколеек, который и начал организовывать ностальгические поездки.
В 1993 году обе узкоколейки были назначены правительством к приватизации в качестве первой линии железной дороги во вновь образованной Чехии. Компанией друзей в сентябре 1994 года было создано как раз для этой цели акционерное общество cz:Jindřichohradecké místní dráhy (JHMD), которое первоначально арендовала у Национального технического музея локомотив U 47 001, а в августе 1995 года запустила первый собственный поезд.
Осенью 1996 года Чешская железная дорога объявила о запланированном закрытии линии на Нова-Бистиршице ввиду плохого технического состояния пути. противниками этого была создана петиции, которую подписало 40 000 человек; 25 января 1997 года был пропущен последний грузовой поезд. Обслуживание пассажиров было передано на автобусы. Лишь 19 марта 1997 года правительство Чехии решилось приватизировать линию, передав её в распоряжение JHMD за символическую плату всего в 1 крону. JHMD впоследствии подписал договор аренды с Чешскими железными дорогами, и 14 июня того же года первый поезд под управлением JHMD начал осуществлять пассажирские перевозки между Йиндржихув-Градцем и Нова-Бистршице, а регулярное сообщение восстановлено 20 июля 1997 года; 25 января 1998 года было полностью изменено расписание в соответствии с запросами пассажиров. 28 февраля 1998 года состоялась официальная церемония передачи обеих узкоколеек активу Йиндржихувградецких местных железных дорог, который с тех пор стал владельцем, оператором и эксклюзивным перевозчиком. На графике 1998/1999 г. линия обозначена современным номером 229.
После нескольких лет, в течение которых JHMD произвело значительные инвестиции в запущенную инфраструктуру, были отремонтированы станционные здания, путевая инфраструктура, было отремонтировано верхнее строение пути (убраны почти все рельсы уложенные с 1898 по 1908 год; осталось только 5,1 км оригинальных рельсов), также были отремонтированы локомотивы и вагоны и куплены б/у тепловозы, мотовозы и паровозы (поскольку линия используется для движения исторических поездов летом в туристических районах), а также усилены грузовые перевозки. В 2006 году введена новая остановка — Йинджиш.
В соответствии с графиком 2009/2010 летний сезон на линии продолжается с мая по октябрь, и является относительно более напряжённым, тогда как в зимний — с ноября по апрель обеспечивается движение лишь одной пары пассажирских поездов в день — один раз утром поезд в рабочие дни на участке Йиндржихув-Градец — Кунжак — Ломы На лето перевозка обеспечивается типичным составом из тепловоз T 47.0 + 2 × прицепных вагона Balm + грузового вагона серии Z ; притом тепловоз T 47.0 тянет один вагон типа Balm. Летом также запускаются ведомые одним или несколькими паровозами исторические поезда, состоящие из нескольких пассажирских и грузовых вагонов (в том числе вагона-буфета) . Грузовые поезда на линии ходят не регулярно, а назначаются по необходимости.

## Трасса

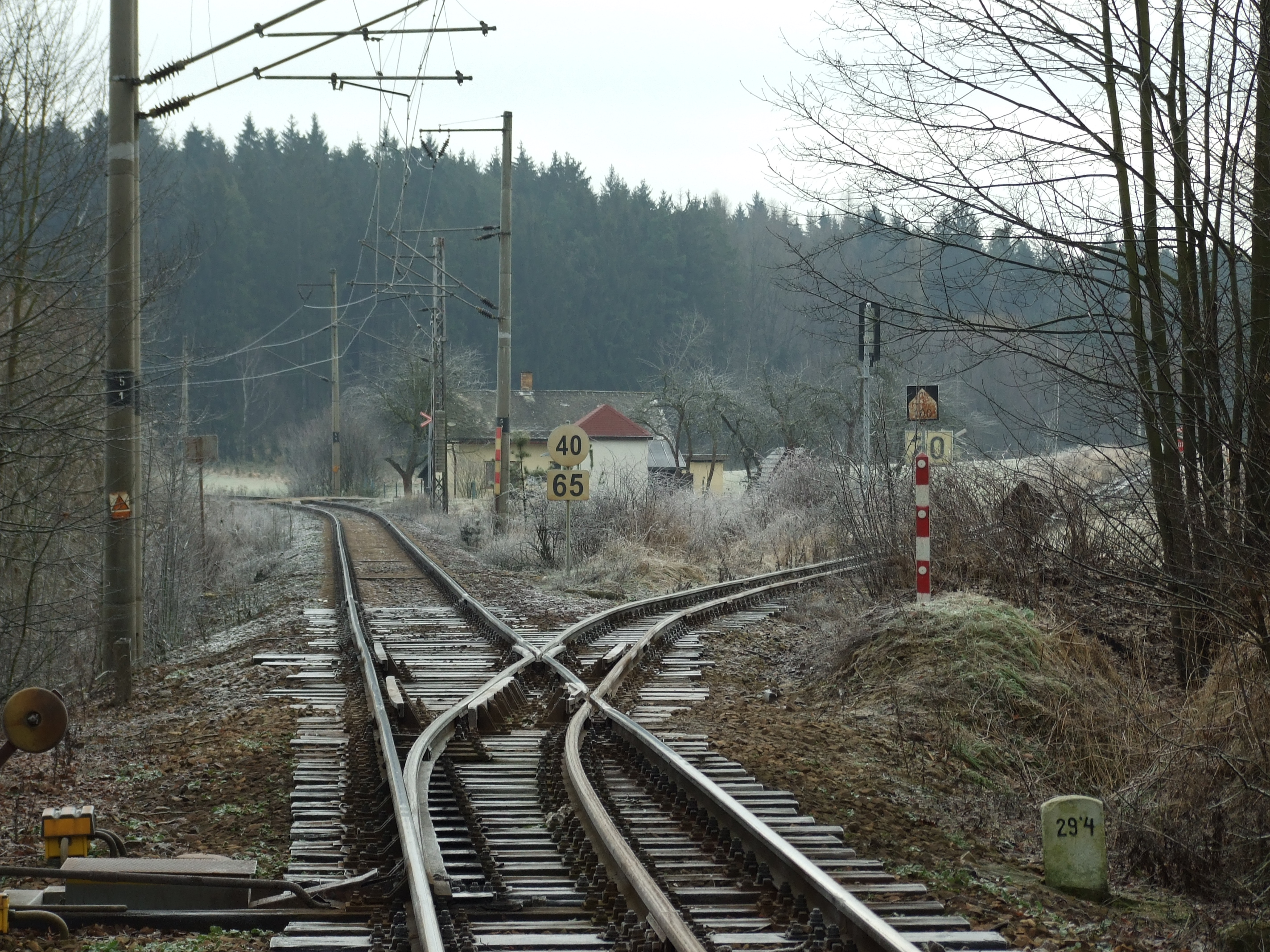
Конец сплетения пути в ответвлении Канцлов

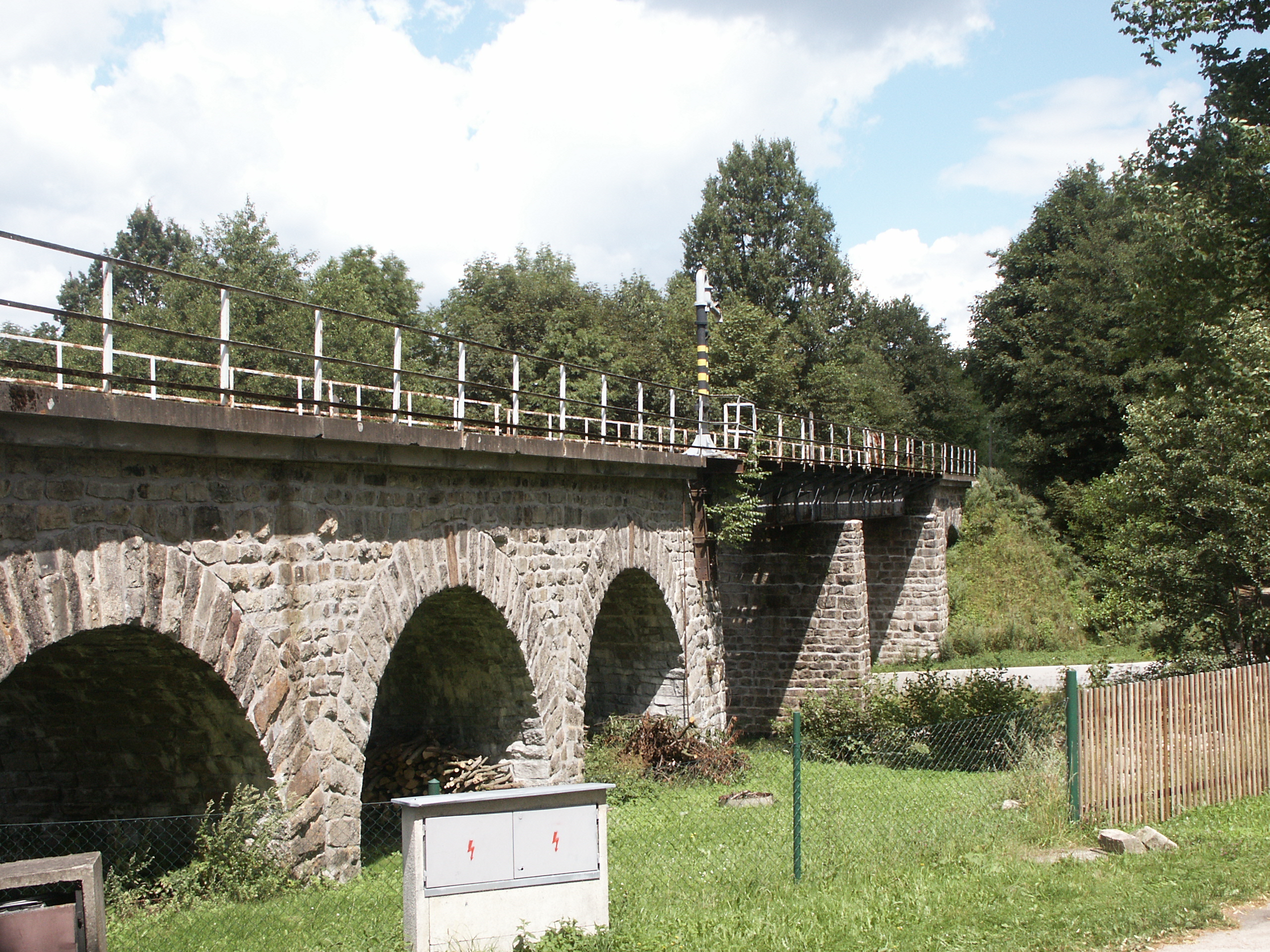
Виадук через речку Драчице и автодорогу II/152

Маршрут начинается на отдельных путях станции узкой колеи (760 мм) железнодорожной станции прямо перед станционным зданием Йиндржихув-Градец. Кроме платформы на несколько путей здесь имеется железнодорожное депо JHMD (с котельной, построенной здесь в 1908 году), мастерская по ремонту локомотивов и вагонов; устройство для установки нормальноколейных вагонов под перегрузку на пути узкой колеи. На 0,541 км на сплетение путей — начинается железная дорога Весели-над-Лужници — Йиглава, которая имеет нормальную колею 1435 мм.
Первоначально это было четырёхниточное сплетение путей узкой колеи, где рельсы были помещены внутри путей стандартной колеи. Это было оригинальное решение, но его было тяжело поддерживать в эксплуатации, поэтому в 1985 г. сплетение было реконструировано в трёхниточное, с используемым для путей той и другой колеи одного и того же рельса. На стрелке Нижни Скрихов (1,985 км) ответвляется путь узкой колеи Йинджихув Градец — Обратань, пересекающийся с ответвлением, кончающимся стрелкой Канцлов (2,569 км), где трасса на Нова-Бистршице ответвляется от линии на от Йиглаву.
Интересно отметить сохранившуюся с 19-го века каменную стену четырёхметровой высоты вдоль линии длиной 521 м в так называемом муниципальном лесу (от 3,466 до 3,987 км) к востоку от Йиндржихув-Градца, где некогда располагалось военное стрельбище. Эта стена, защищавшая пассажиров поездов от пуль и шрапнели. Далее идёт один из немногочисленных мостов на трассе — стальной мост через Хамерский поток (4,376 км). С 4,7 км видны здания компании Йитка, построенные в 1949 году. Путь далее продолжается через Йинджиш, проходит Йинджишской долиной и продолжает подниматься над окрестностями Блажеёва. Далее линия проходит мимо Ратмирова пруда, через станцию Стшижовице (здесь, в соответствии с планами 70-х гг. двадцатого века была запроектирована, но так и не построена ветка на предприятие Strojobal Rozkoš) и от Каменицкого холма до станции Кунжак-Ломы. Перед ней на км 17,757 проходит путепровод над шоссе Йиндржихув-Градец — Кунжак . Долгое время он был узким местом для больших грузовиков, им приходилось объезжать его по местным дорогам вокруг станции и через переезды. Новый мост заодно с выравниванием горизонтального плана дороги был сооружён в первое десятилетие XXI века.
За деревней Ломы трасса входит в лесной массив Высокий Камень. Здесь, среди леса, на расстоянии примерно 1 км по прямой от той же деревни расположена станция Капроун, где в 2000 году был открыт памятник в память 100-летия пассажирского поезда 4052 мифологического чешского гения из Нова-Бистршице Яра Цимрмана. по мере дальнейшего движения к станции Сеногин трасса поднимается до самой высокой своей точки, на высоту 673 м. Это место (25,207 км) машинисты зовут «Na radosti» потому что досюда идёт практически постоянный подъём от Йиндржихов Градеца (станции на высоте 470 м) И просто съезд под уклон в Нова-Бистршице Путь проходит мимо Гоурецкого пруда, поворачивает возле пруда Осика и проходит через кемпинг на его берегу, привлекающий внимание пассажиров проходящие поездов.
На 30,108 км построен самый длинный виадук с семью пролётами (два стальных, пять каменных) через дорогу Нова-Бистршице — Славонице и через реку Драчице.. Сразу за виадуком следует остановка на складах Альберж. Трасса продолжается вдоль склонов каменного холма над деревней Альберж и заканчивается на восточной окраине Нова-Бистршице станцией с четырьмя путями. В тупике сохранилась оригинальная старинная кочегарка, ныне однако не используется.

## Подвижной состав

### Тяговые единицы

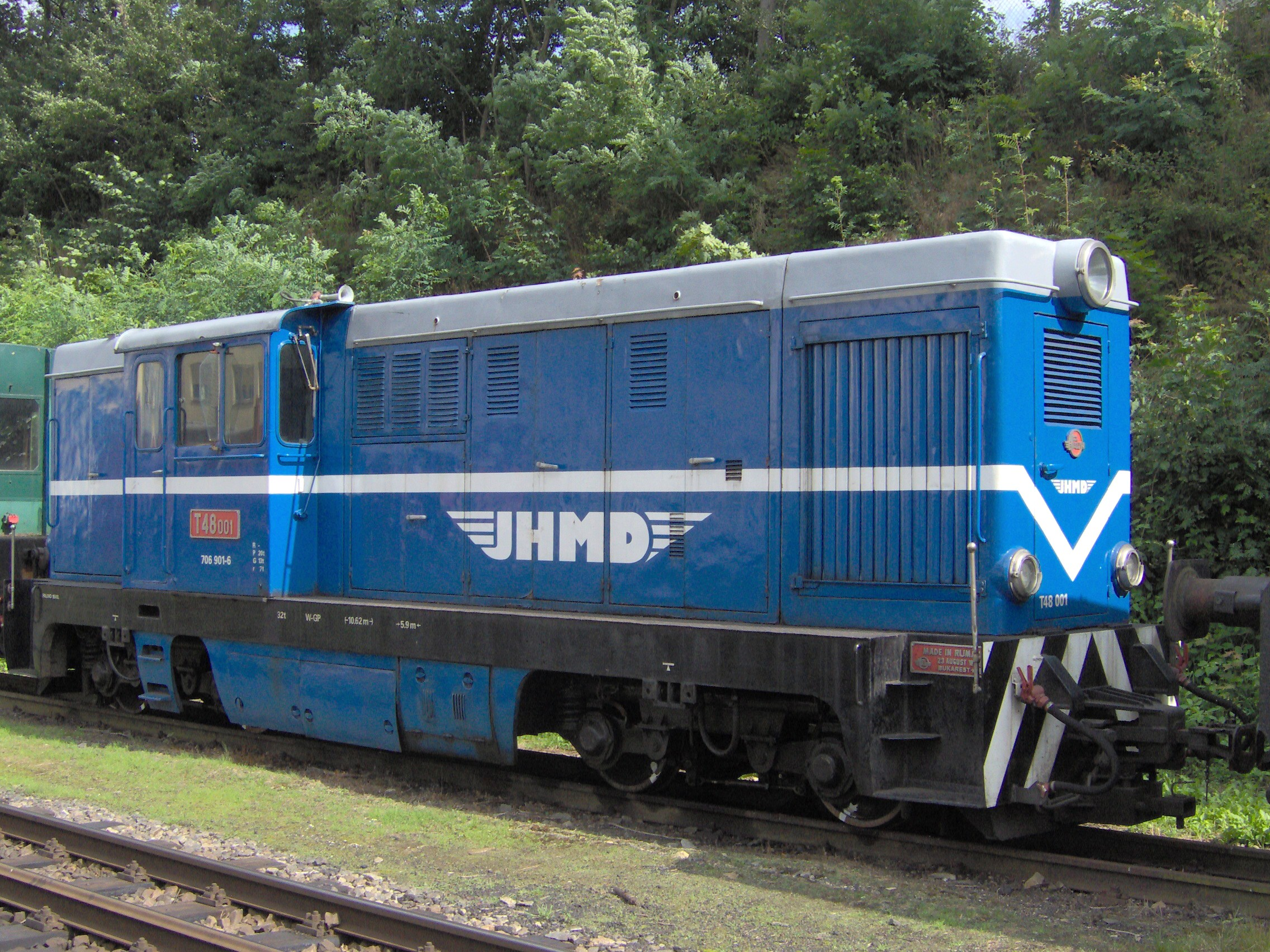
Motorová lokomotiva T 48.001 zakoupená v roce 2004

Для того, чтобы начать работу на маршруте в 1897 году были куплены у локомотивного завода Krauss & Cie, Линц три паровозов тогдашней серии kkStB U (позже на ČSD — Серия U 37.0) получившие обозначение U 1, U 2 и U 3. Две из этих машин — U2 и U3 были конфискованы в 1916 году военными и в Йиндржихув-Градец не вернулись. Хотя на обратаньской линии работали такие же локомотивы, но до 1925 года это были линии двух отдельных компаний и какая-либо взаимопомощь исключалась; локомотивы могли работать только на «своих» линиях За годы после национализации с других линий были взяты несколько локомотивов U 37.0. После Первой мировой войны на путях у Ймнджихов-Градца появилась захваченная сербская техника немецкого производства. Эти локомотивы системы Маллет обозначались серия U 47.0 и работали там до 1960-х годов, а последняя машина 47.001 была в 1965 году передана в следующем году Национальный технический музей в Праге. Во время Второй мировой войны на новобыстршицкой линии обеспечивалась перевозка техники из Гмюнда.
В 1929 году были поставлены первые две автомотрисы: автомотриса M 11.0, за которыми в 1932 году последовала третья. Более крупные и более мощные автомотрисы M 21.0 пришли на линию пятью партиями с 1939 по 1948 годы, последняя выведена из эксплуатации в начале 1960-х годов, когда пассажирские поезда стали водить тепловозы.
Первые два тепловоза пришли в Йиндржихув-Градец под названием T 25.001 и Т25.002 вскоре после Второй мировой войны. Они представляли собой немецкие машины, тянувшие рабочие поезда и вскоре были переданы строительным фирмам. С 1954 по 1958 год для обратаньской и новобыстршицкой линий было приобретено девять новых локомотивов серии T47.0 . С 1988 года серия 705,9). Постепенно появились и другие машины, первоначально изготовленные для узкой колеи; постепенно закрыты железная дорога Фидлант — Хешманице и Ружомберок — Коритница-купеле. Всего на линии работало до 16 различных локомотивов T47.0. Эти машины и сегодня обеспечивают основной объём движения. по мере необходимости они также проходят модернизацию
Вскоре, в 1961—1962 был приобретён локомотив T 29004, изначально построенный для нормальной колеи локомотив T 212062, однако не был введён в эксплуатацию. В 1999 году машина той же серии была куплена JHMD у Соколовской угольной шахты, где локомотив работал на колее 900 мм. После ремонта и переделки на колею 760 мм он пошёл в эксплуатацию под названием T 29014 (официальное обозначение 702901), в основном на Быстршицких линиях, где он теперь ведёт пассажирские поезда. В 2004 году был куплен польский локомотив LXD 2-331 (типа Faur L45H), который был введен в эксплуатацию, получив обозначение 48001 (официально — Локомотив 706901). Его главная задача — вести грузовые поезда.
В 2005 году и 2006 JHMD приобрела для перевозки пассажиров четыре польских железнодорожных вагона серии MBxd2, которые в Чешской Республике получили обозначение — серия M 27.0 — согласно реестру управления железнодорожного транспорта в мотовоз Серии 805.9. Большинство из них пока ещё находятся в ожидании реконструкции.

### Пассажирские и грузовые вагоны, транспортёры и специальный подвижной состав

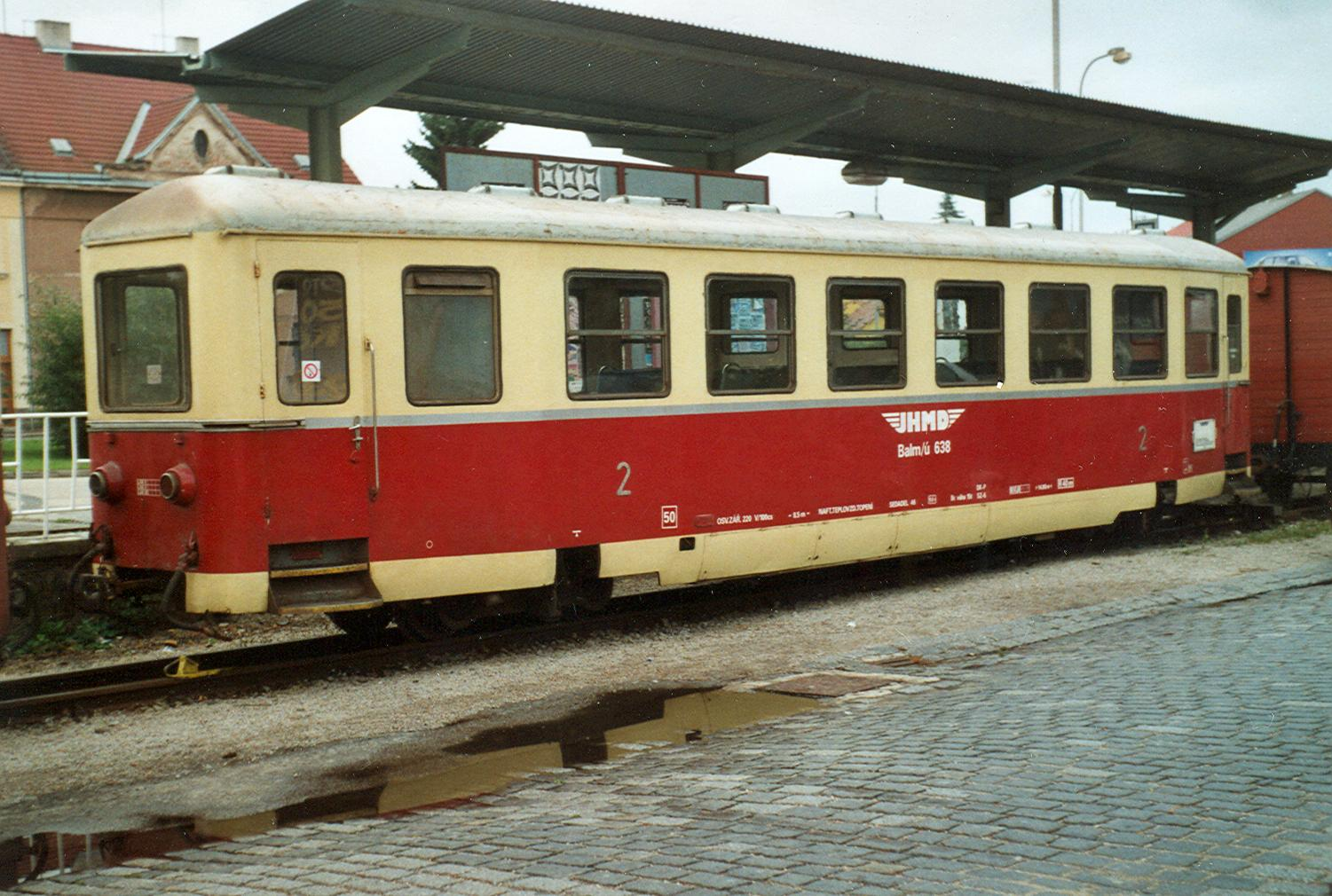
Современный пассажирский вагон Balm / ú 638 1966

В 1897 году с австрийского вагоностроительного завода Grazer Wagen und Waggonfabrik из города Грац, поступили шесть междугородных (3 второго и 3 третьего класса), 2 служебных с почтовым отсеком, 8 крытых грузовых, 19 полувагонов, а также 2 пары транспортёров. В последующие годы, количество грузовых вагонов и низкорамных транспортёров возрастало по мере роста грузоперевозок. Большинство машин на йинджихувградецких линиях доработало до 1960-х годов, притом с течением времени к ним добавились некоторые вагоны подобных и других типов с различных закрываемых участков узкой колеи. Почти полная замена пассажирских вагонов производилась в 1966 году, когда было доставлено 10 современных на тот момент прицепных вагонов серии Balm, к которым в 1975 году добавились ещё шесть вагонов той же модели с закрытой линии Ружомберок — Коритница-купеле. Эти вагоны используются в Йинджихув-градеце для перевозки пассажиров и поныне.
Схожие истории — и у служебных и у почтовых вагнов. Более пяти вагонов со служебным отделением (2 Быстшицких и 3 обртаньских 30-х гг. XX века с закрытой линии Ондрашов — Дворце на Мораве) ездили до 60-х годов двадцатого века, когда были в 1963 году заменены на доставленые десять новых служебных вагонов, сегодня служащих в основном в качестве тормозных.
Парк собственных грузовых вагонов также практически не изменялся, притом постепенно росло количество транспортёров для транспортировки вагонов нормальной колеи. Последний из оригинальных вагонов был выведен из эксплуатации в 1966 году. Несколько поставок транспортёров было в 1906 , 1909 , 1930 и 1941 годах. Ныне эксплуатируемые были произведены в годы с 1986 по 1990 годы в количестве 190 штук. В 2002 году в Румынии были приобретены современные грузовые крытые вагоны, которые используются для перевозки велосипедов и колясок
На узкоколейку постепенно поступало целый ряд различных специальных транспортных агрегатов. При запуске в 1897 году были приобретена одна ручная дрезина, три ручные тележки и три отдельных снегоочистителя, закрепляемых спереди локомотива. Во время Первой республики появилась первая мотодрезина, в 1950-х годах — моторные тележки на базе двигателя и узлов грузовика Tatra 15/52, а в 1960-х — уникальная машина собственного производства для уборки снега с реактивным двигателем от МиГ-15 или пассажирская мотодрезина на базе автомобиля Москвич. С 1984 года и по настоящее время поставляется универсальный агрегат cz:MUV 69 с четырьмя прицепами PV. В 1988 году были куплены три универсальные путейские машины — механические шпалоподбивочные машины SVP-74, а с 1987 года на йинджихувградецких линиях постепенно появилось несколько выправочно-подбивочно-рихтовочных машин

### Исторический подвижной состав

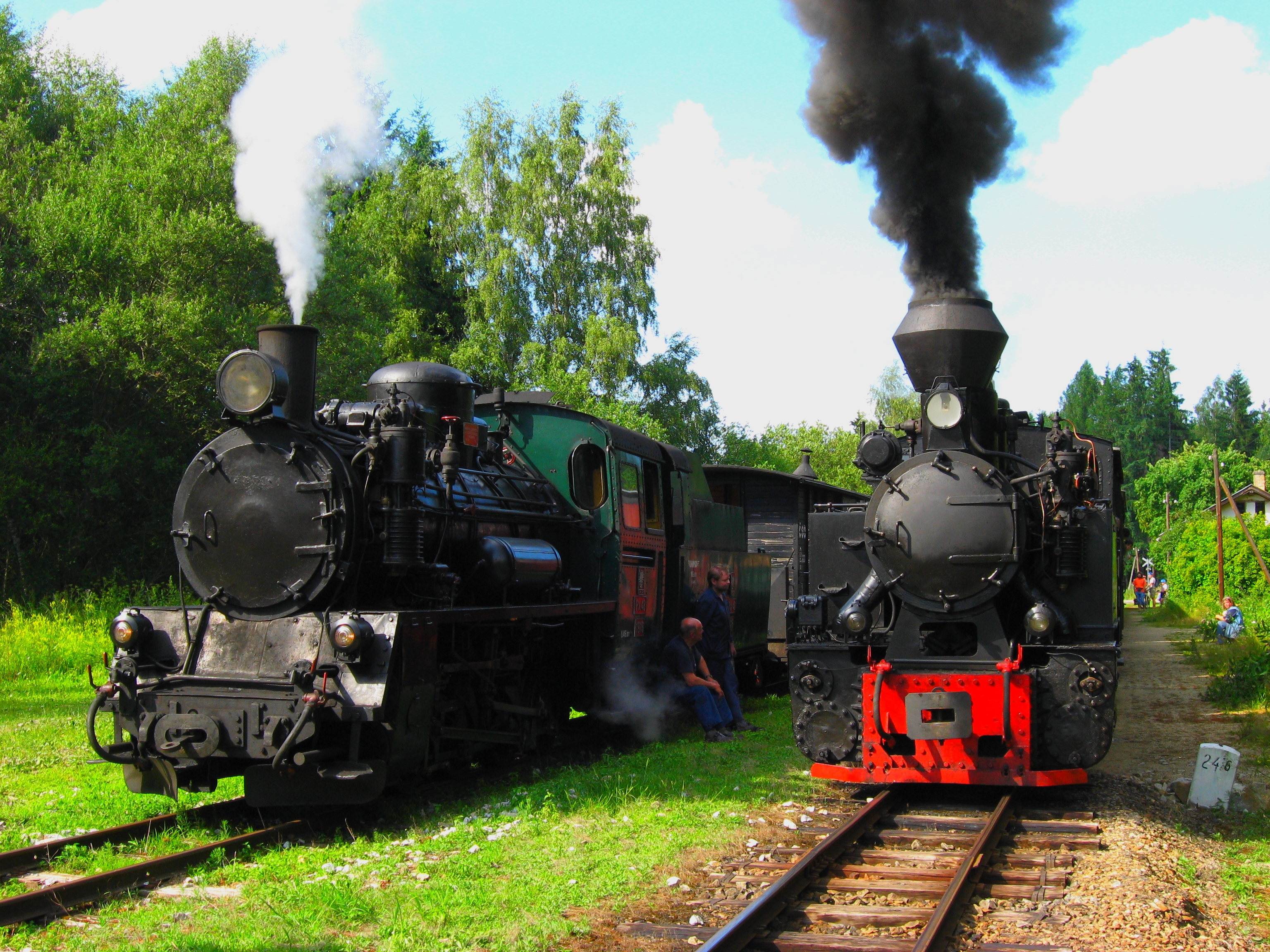
Встреча пары исторических поездов на ст. Сенотин: слева — польский локомотив U 46.101,справа — так называемый «Решице», румынский паровоз серии U 46.001

Сохранённый паровоз U47.001 1907 года постройки в 1986 году был перевезён из Праги обратно в Йиндржихув-Градец, полностью отремонтирован и поставлен с 1991 по 1992 год в железнодорожные мастерские Machine Works Czech Velenice . Машина осталась в фондах Национального технического музея. При том локомотив стал водить исторические поезда до 2004 года, когда истёк срок технической ревизии парового котла и в связи с необходимостью дорогостоящего ремонта локомотив был отставлен от эксплуатации
В 1990 году энтузиасты восстановили паровоз U 37008 (RH 1899 г.), первоначально работавший на закрытой линии Фридланд — Хешманице. Запасные части (в том числе котёл) были использованы при ремонте машин U 37.002, но после ремонта его нельзя было ввести в рабочее состояние, однако он был подготовлен для выставки.
Паровоз U 37.002 (1898 года; с линии Ондрашов — Дворце-на-Мораве) был приобретен у Словакии в 1999 году, полностью восстановлен с использованием частей машины U 37.008; восстановление завершено в 2004 году. С тех пор он водит ностальгические поезда
В 1999 году был также был куплен румынский паровоз 764.108 (RH 1958) с промышленной ветки золотых рудников Кришчор В Чешской Республике он получил обозначение U 46001 и после восстановления, с 2002 года, служит для поездок с историческими поездами.
Самый младший по возрасту — служебный локомотив — паровоз U 46101 (RH 1953) был в 2005 году импортирован из Польши, где имел обозначение Рх 48-1916. В настоящее время также восстановлен в полном объёме.
K вышеупомянутым паровозам были прицеплены отремонтированные служебные, пассажирские и грузовые вагоны, в том числе некоторые из тех, что первоначально работали на узкоколейках возле Йиндржихува.

## Станции и остановки

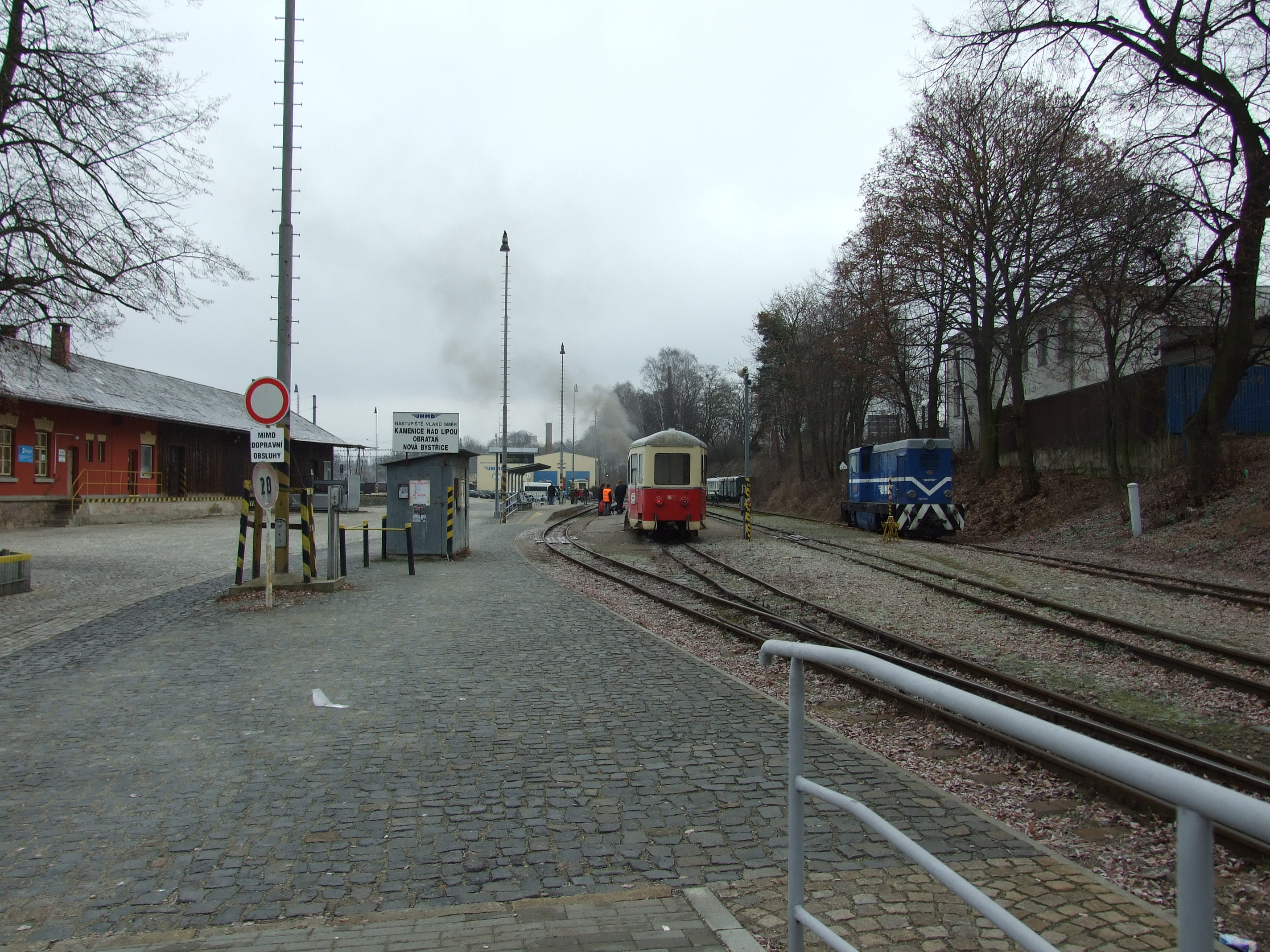
Станция Йинджихув-Градец (JHMD)
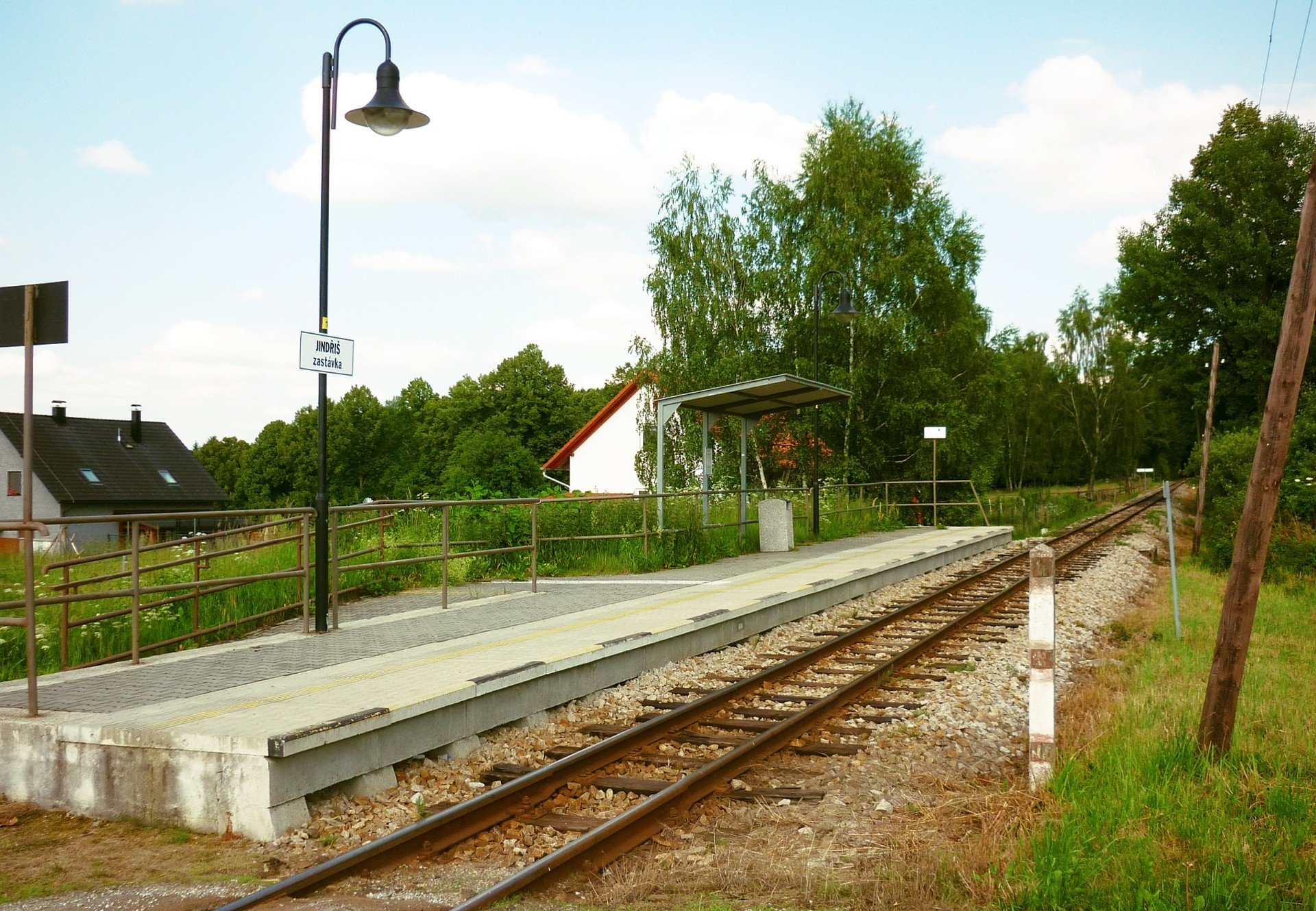
остановка Йинджиш
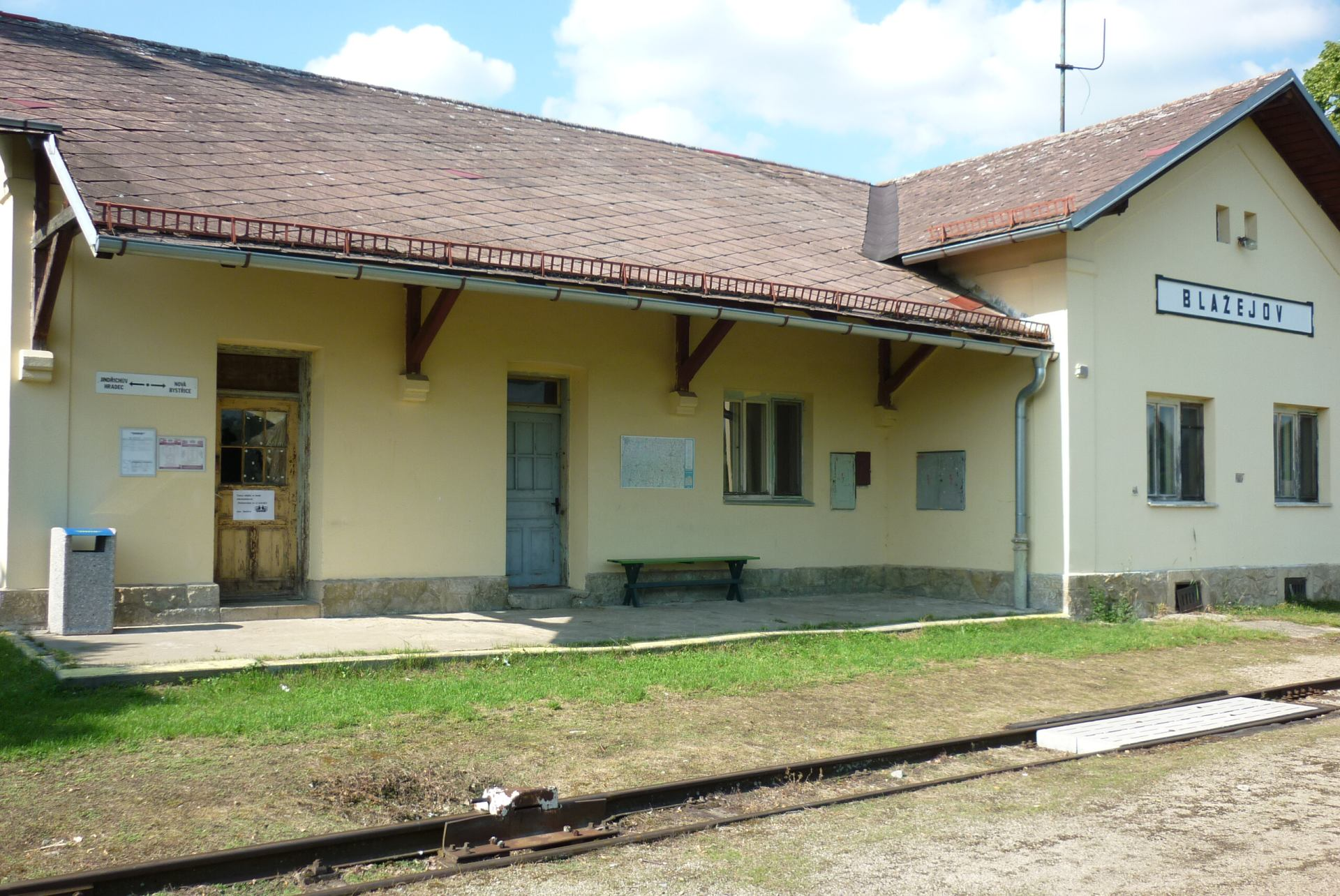
остановка Блажеёв
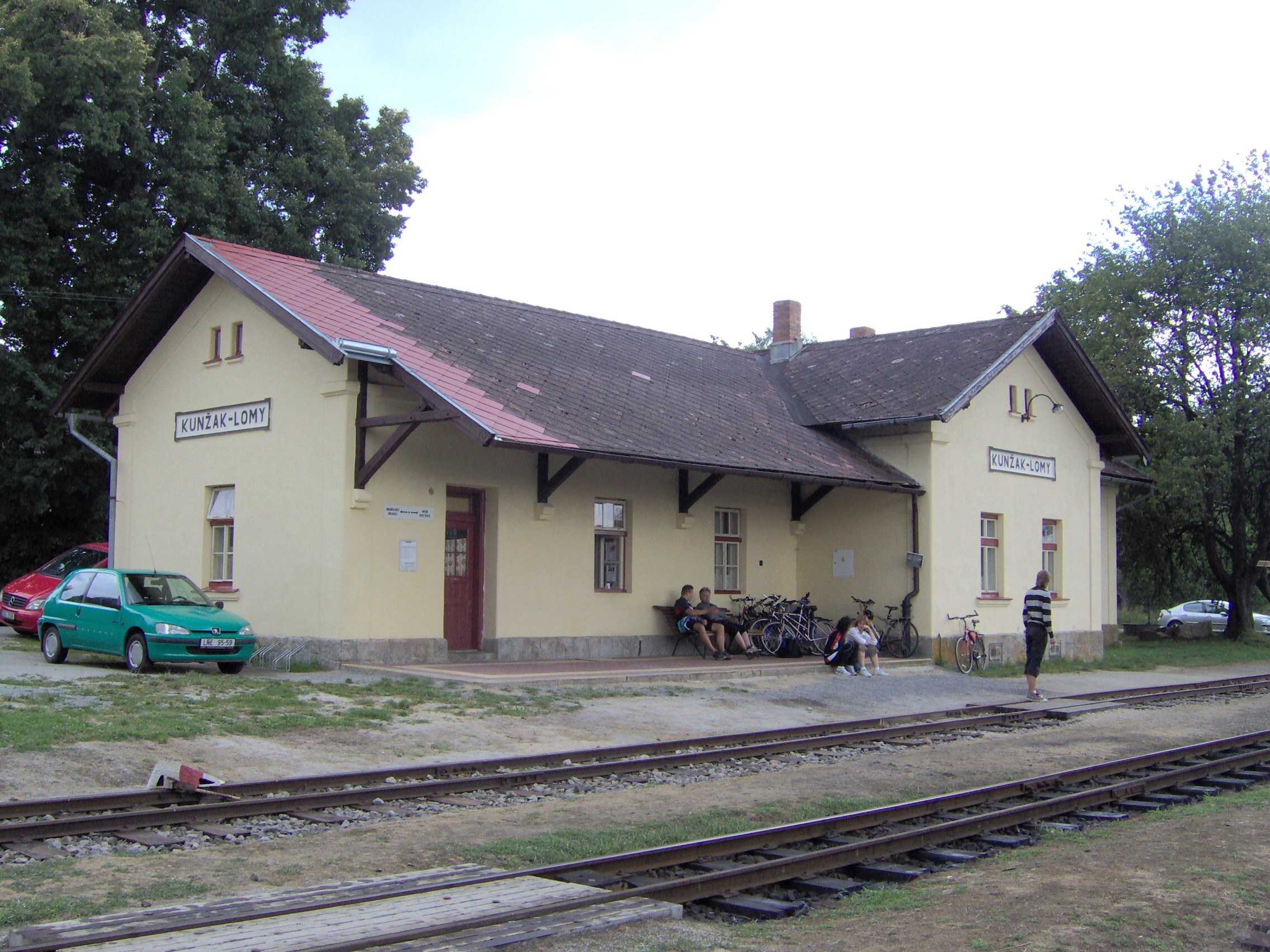
станция Кунжак-Ломы
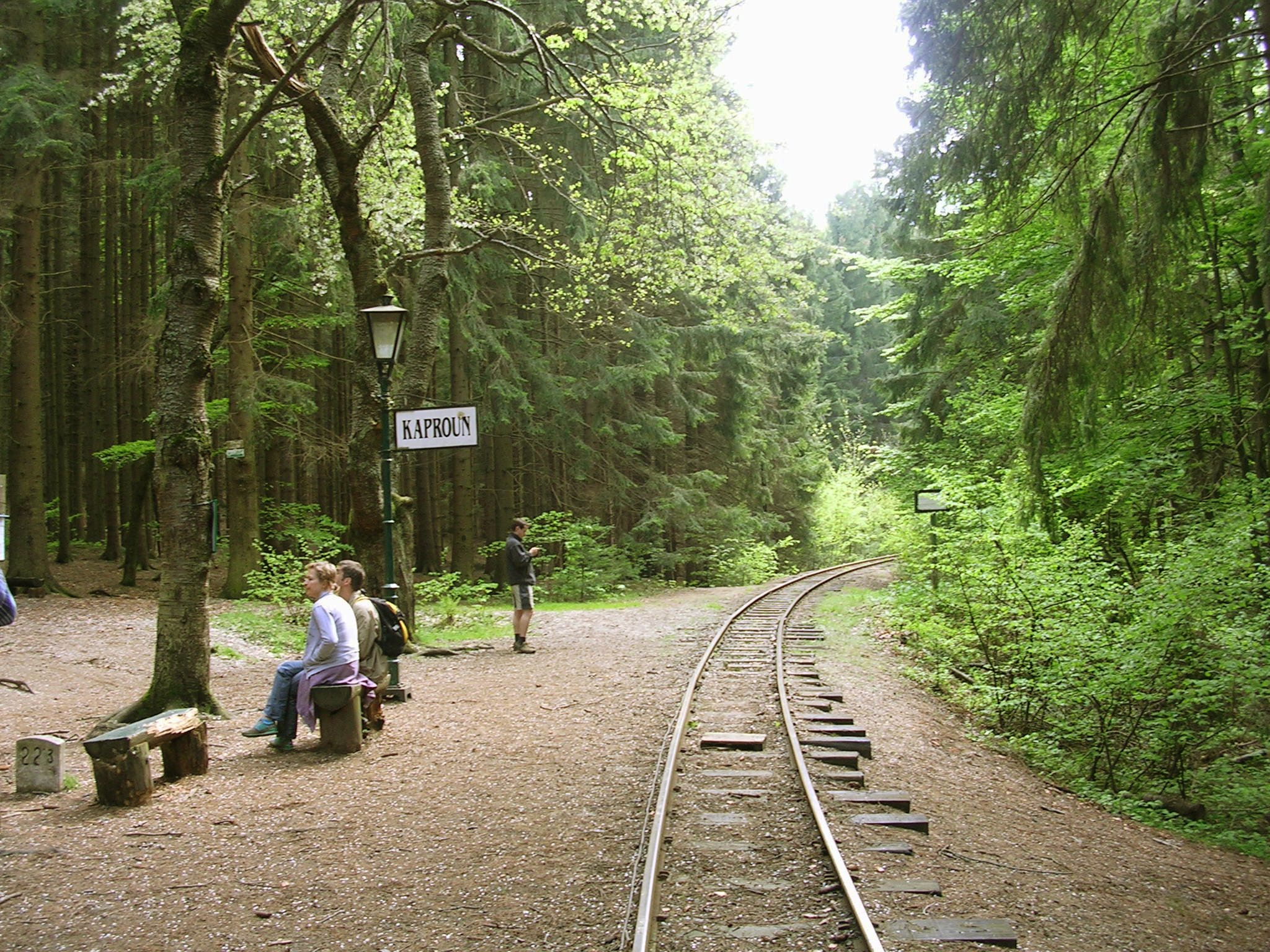
остановка Капроун
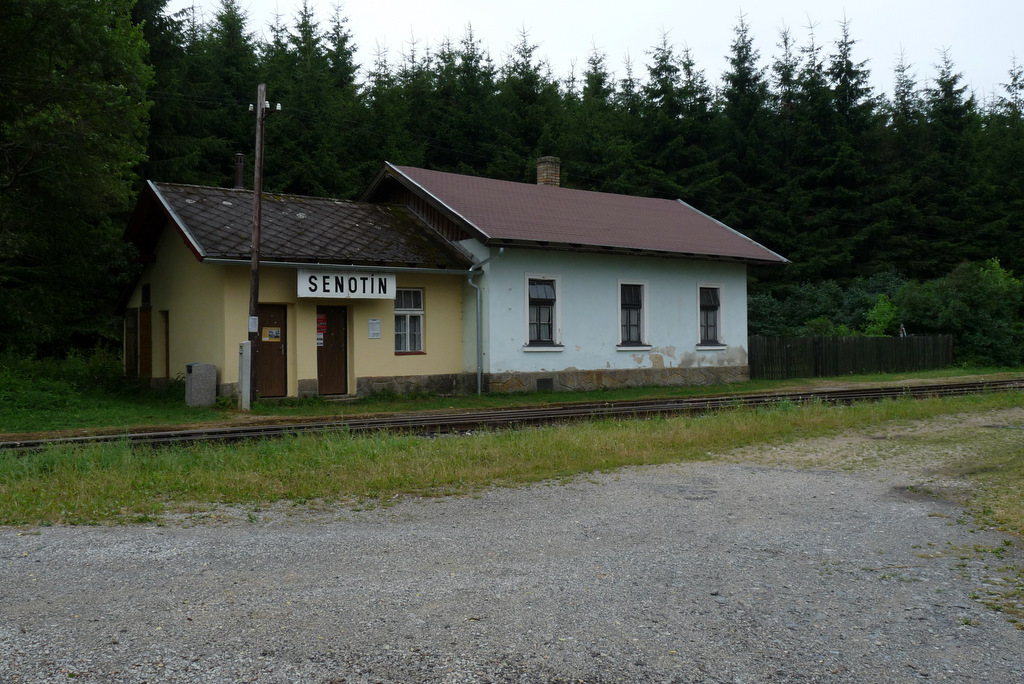
остановка Сенотин
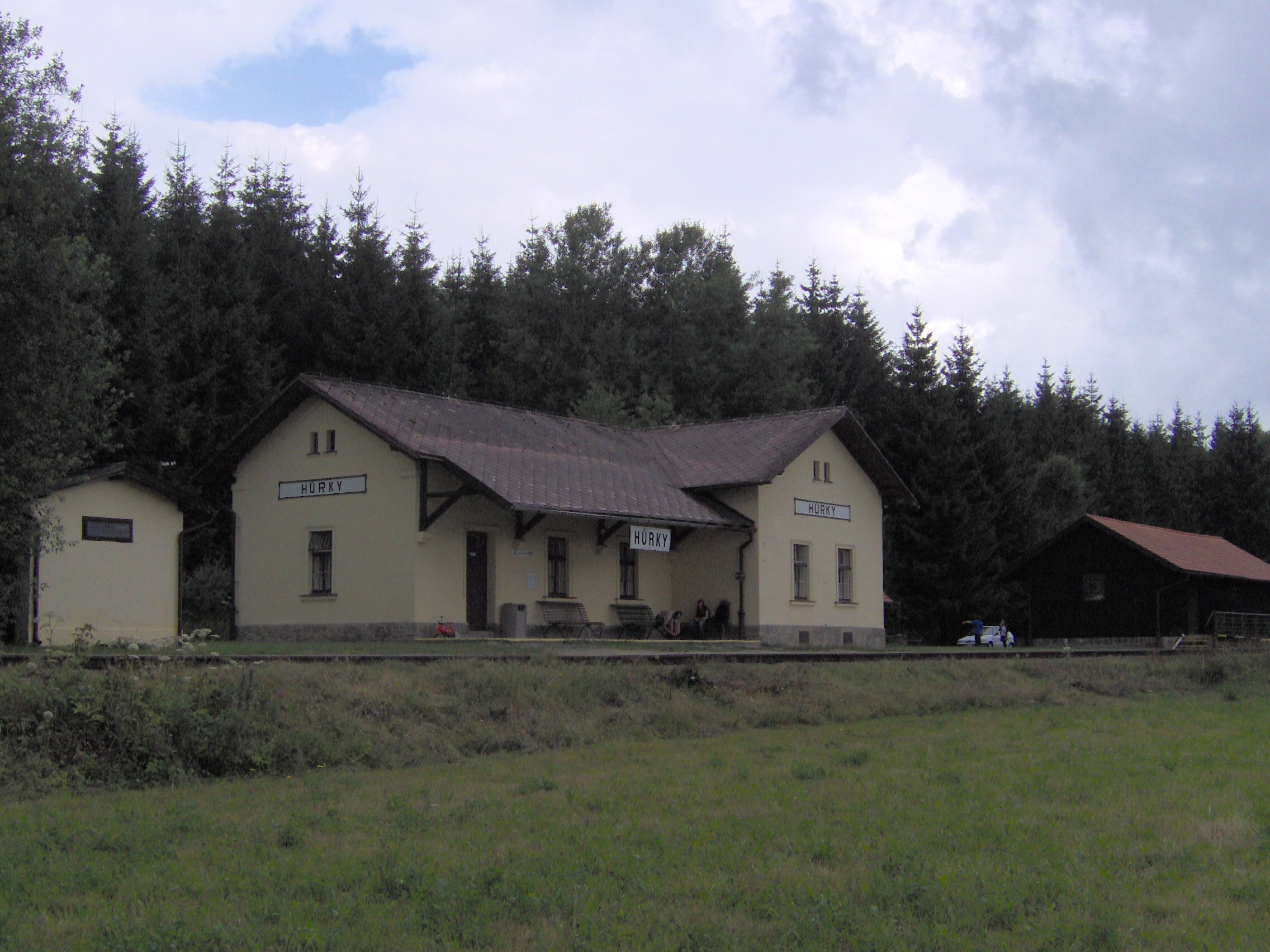
остановка Гоурки
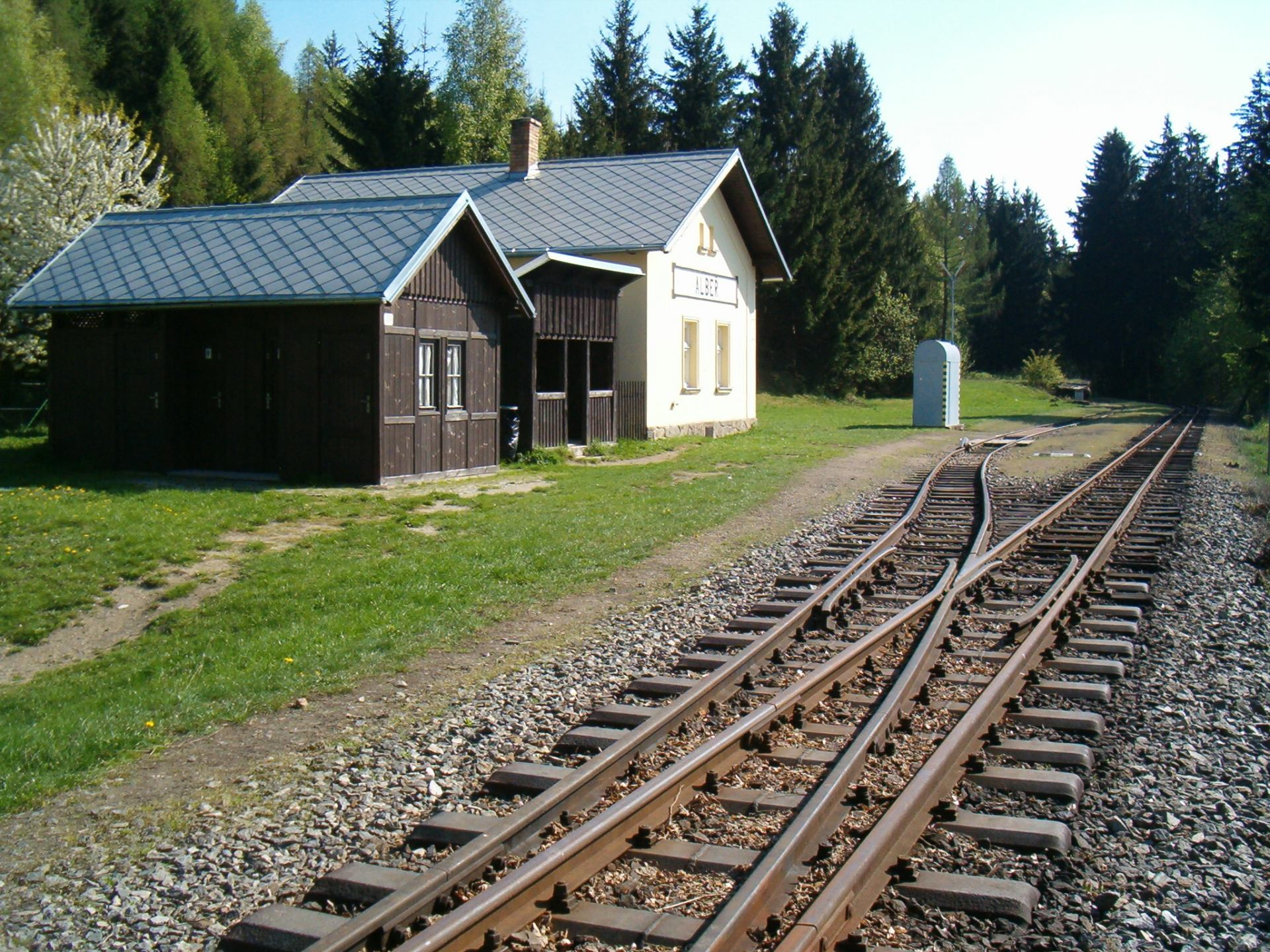
остановка Альберж
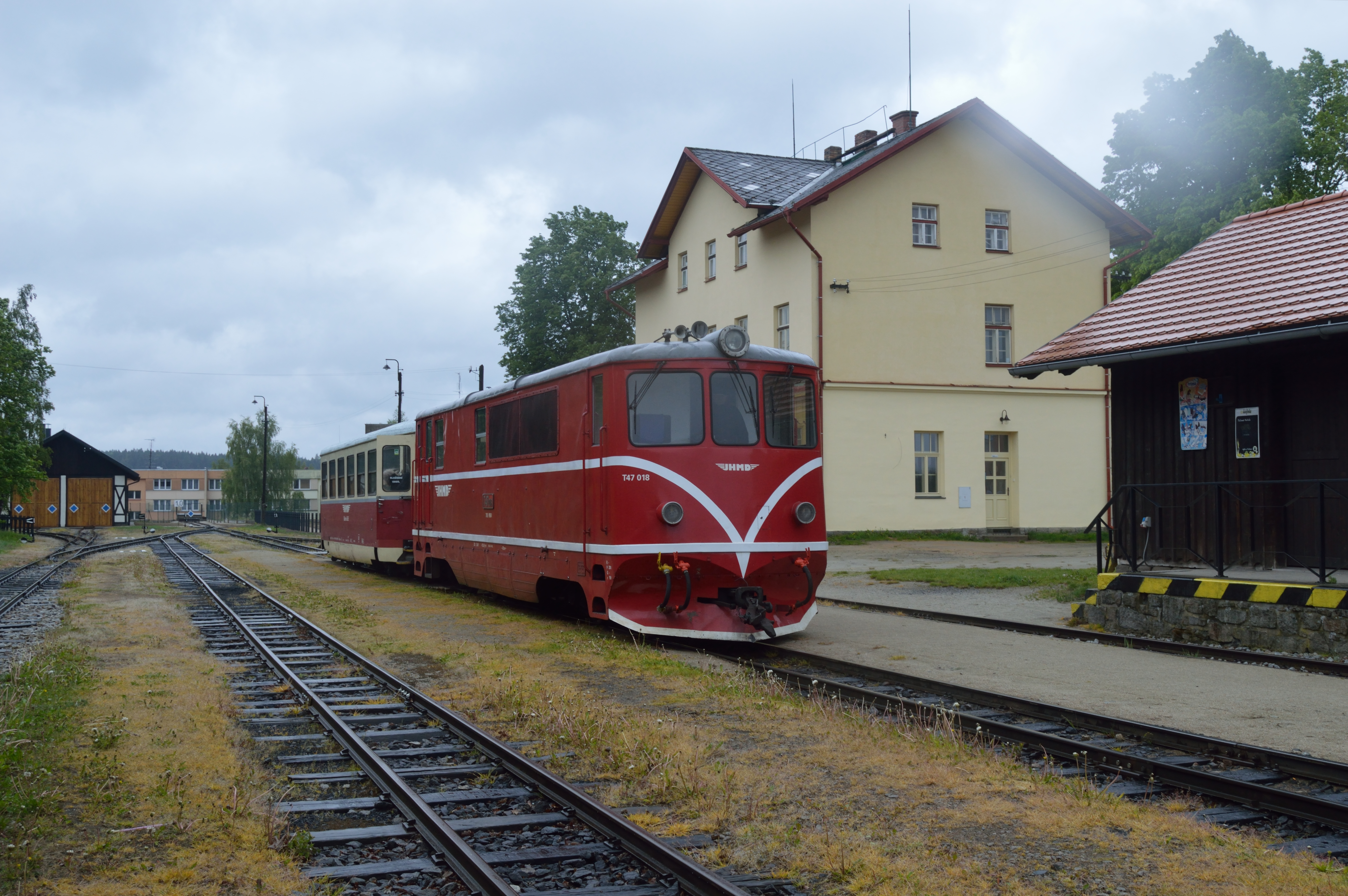
вокзал Нова-Бистршице